# Vějířovka
Vějířovka (Scaevola) je rod vytrvalých rostlin tvořený téměř 100 druhy. Jsou to teplomilné byliny, polokeře, keře nebo i nevysoké stromy, některé jsou i popínavé. Rod se odlišuje svými květy, jejich korunní lístky jsou rozprostřeny do půlkruhu a směřují dolů, lehce tak připomínající vějíř. Tyto většinou planě rostoucí rostliny ve vlhkých tropických krajích dobře rostou, lehce se samovolně šíří semeny a vytvářejí jednodruhové porosty, někdy jsou považované dokonce i za invazní druh.

## Rozšíření
Těžiště rodu je v Austrálii, na kterou je omezen výskyt většiny druhů. Některé však byly pantropicky rozšířeny po severní i jižní polokouli. Vějířovka takada (Scaevola taccada), pocházející z Austrálie, je např. rozšířena na pevnině omývané tropickými vodami Tichého a Indického oceánu a druh Scaevola plumieri, původem z tropické Ameriky, roste v Africe a Asii. Na pacifických ostrovech rostou místní endemické druhy.

## Popis
Rostliny jsou porostlé střídavými, nebo vzácně vstřícnými listy se zpeřenou žilnatinou, které jsou přisedlé nebo řapíkaté. Květy vyrůstají jednotlivě neb bývají sdruženy ve vrcholových či úžlabních květenstvích, která mohou tvořit hrozny, klasy anebo vrcholíky.
Oboupohlavné pětičetné květy s listenci mají drobný, pětizubý nebo pětilaločný, pohárkovitý, vytrvalý kalich. Trubkovitá, hluboce rozdělená koruna je symetrická jen v jedné ose a má pět, obvykle nestejně velkých lístků zbarvených bíle, modře, fialově, lila nebo žlutě. Pět tyčinek v jednom kruhu má volné, podélnými štěrbinami se otvírající prašníky. Gyneceum je tvořeno ze dvou plodolistů, spodní semeník mívá převážně dva oddíly, někdy dělené nepravou přepážkou a nese jednu čnělku s dvoulaločnou bliznou.
Plody jsou nepukavé peckovice a jejich mezokarp je dužnatý, korkovitý neb víceméně suchý. Semena jsou vejčitá, obsahují hodně endospermu.

## Význam
Za své široké rozšíření vějířovky děkují schopnosti semen přežít v útrobách ptáků nebo plout několik měsíců po mořské hladině. Rostou většinou na místech s dostatkem dešťových srážek nebo v blízkosti mořských pobřeží, někde tvoří i součást mangrovů. Vysazují se také pro kolonizaci dun a zpevnění narušených písčitých ploch. Plody jsou potravou pro mnohé ptáky i drobné savce. Vytrvalá vějířovka nezlomná (Scaevola aemula) se v evropských zahradách někdy pěstuje jako okrasná letnička.

## Nejznámější druhy
- vějířovka nezlomná (Scaevola aemula)
- vějířovka takada (Scaevola taccada)
- Scaevola plumieri
- Scaevola coriacea

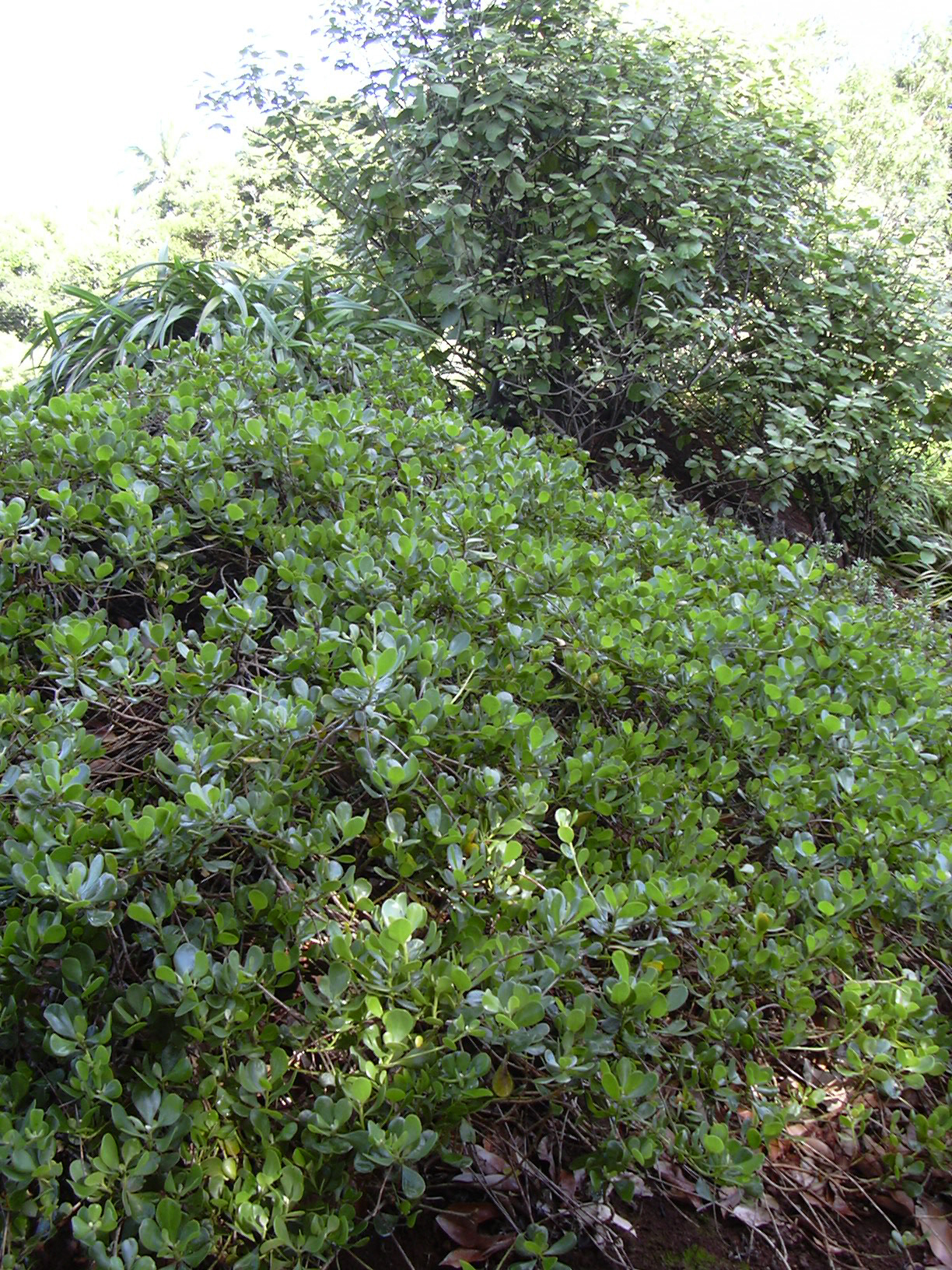
Scaevola coriacea – keř
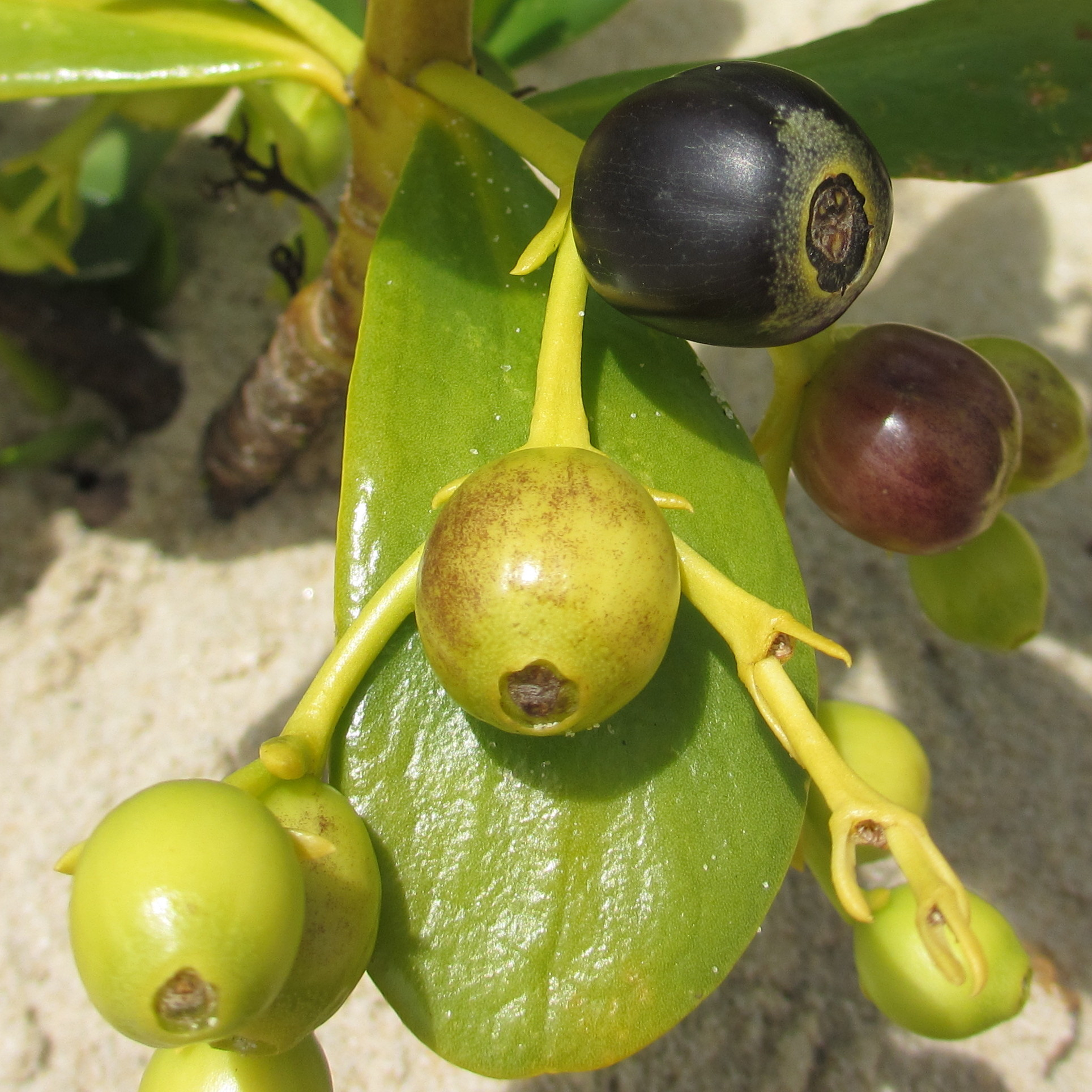
Scaevola plumieri – plody
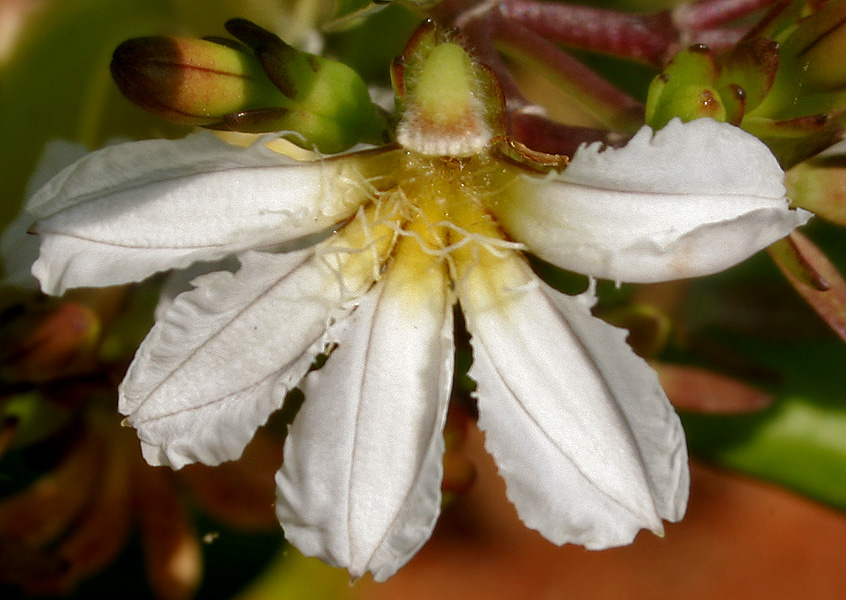
Scaevola taccada – květ